# Макаренко, Кристина Андреевна
Кристина Андреевна Мака́ренко (в девичестве — Сивкова; род. 28 февраля 1997 года, Кормиловка, Омская область, Россия) — российская легкоатлетка, специализируется в беге на 100 метров. Девятикратная чемпионка России, семикратная чемпионка России в помещении.

## Карьера
Бронзовый призёр чемпионата Европы 2014 года.
Чемпионка России на дистанции 100 метров (2014), обладательница рекорда России среди девушек (до 18 лет) на дистанциях 60 (2013) и 100 метров (2014), мастер спорта России международного класса.

## Личная жизнь
В 2019 году вышла замуж за легкоатлета Артёма Макаренко.